# Miss USA 1994
Miss USA 1994 fue la 43.ª edición del certamen de Miss USA fue celebrada en vivo desde el Centro de Convenciones de South Padre Island en South Padre Island, Texas el 11 de febrero de 1994. En la conclusión de la competencia final, Lu Parker de Carolina del sur fue coronada por la Miss USA saliente Kenya Moore de Míchigan.
El certamen fue conducido por Bob Goen por primera vez en tres años, como comentarista estuvo a cargo Arthel Neville y una invitada especial, Laura Herring, Miss USA 1985.  El entretenimiento para el público fue proveído por el cantante Doug Stone.

## Ciudad sede
Esta fue la primera vez de los tres años consecutivos que el certamen de Miss USA se celebró en la ciudad de South Padre Island en el estado de Texas. El anuncio en la cual se escogió la ciudad fue hecho el 11 de agosto de 1993.
Las candidatas llegaron a South Padre Island el día 27 de enero, y estuvieron más de dos semanas participando en eventos, ensayos para la preliminar y la final que fue televisada en vivo. Uno de los eventos fue una cena en Matamoros, Tamaulipas, México, auspiciado por el alcalde y oficiales de la ciudad, por lo que se convirtió en un problema cuando rebeldes por la tensión entre la frontera de Estados Unidos y México pusieron en peligro la seguridad de las delegadas. La ciudad contribuyó $100,000 para albergar el certamen en South Padre, sobrepasando los fondos recolectados por otras ciudades como Rio Grande Valley.

## Resultados
| Posiciones        | Candidata |
| ----------------- | --- |
| Miss USA 1994     | - Carolina del Sur - Lu Parker |
| Primera finalista | - Virginia - Patricia Southall |
| Segunda finalista | - Carolina del Norte - Lynn Jenkins |
| Top 6             | - Luisiana - Shirelle Lea Hebert - Nueva York - Jennifer Gareis - Texas - Christine Friedel                                                                                   |
| Top 12            | - Hawái - Nadine Tanega - Illinois - Kathleen Farrell - Kansas - Carol Grow\|Carol Hovenkamp - Minnesota - Jolene Stavrakis - Misuri - Shelly Lehman - Tennessee - Leah Hulan |

### Premios especiales
- Miss Simpatía: Denise White (Oregón)
- Miss Fotogénica: Patricia Southall (Virginia)

## Puntuación

### Competencia preliminar
La siguiente tabla es la puntuación de las candidatas en la competencia preliminar.
| \| Estado \| Entrevista \| Traje de baño \| Traje de gala \| Promedio \| \| -------------------- \| ---------- \| ------------- \| ------------- \| -------- \| \| Alabama \| 8.81 \| 8.78 \| 8.87 \| 8.820 \| \| Alaska \| 8.51 \| 8.01 \| 7.98 \| 8.167 \| \| Arizona \| 8.98 \| 8.28 \| 8.49 \| 8.583 \| \| Arkansas \| 8.99 \| 8.65 \| 8.69 \| 8.777 \| \| California \| 9.18 \| 8.12 \| 8.36 \| 8.553 \| \| Carolina del Norte \| 9.38 \| 8.88 \| 8.98 \| 9.080 \| \| Carolina del Sur \| 9.68 \| 9.30 \| 9.40 \| 9.460 \| \| Colorado \| 8.73 \| 8.48 \| 8.59 \| 8.600 \| \| Connecticut \| 8.96 \| 8.32 \| 8.80 \| 8.693 \| \| Dakota del Norte \| 8.83 \| 7.95 \| 8.22 \| 8.333 \| \| Dakota del Sur \| 8.71 \| 8.35 \| 8.37 \| 8.477 \| \| Delaware \| 9.07 \| 8.63 \| 9.12 \| 8.940 \| \| Distrito de Columbia \| 9.23 \| 8.45 \| 8.91 \| 8.863 \| \| Florida \| 8.89 \| 8.42 \| 8.69 \| 8.667 \| \| Georgia \| 9.49 \| 8.51 \| 8.88 \| 8.960 \| \| Hawái \| 9.16 \| 8.94 \| 9.04 \| 9.047 \| \| Idaho \| 8.83 \| 7.96 \| 8.28 \| 8.357 \| \| Illinois \| 9.44 \| 8.64 \| 9.11 \| 9.063 \| \| Indiana \| 9.07 \| 8.50 \| 8.44 \| 8.670 \| \| Iowa \| 9.30 \| 8.16 \| 8.71 \| 8.723 \| \| Kansas \| 9.25 \| 9.03 \| 8.99 \| 9.090 \| \| Kentucky \| 9.01 \| 8.13 \| 8.70 \| 8.613 \| \| Luisiana \| 9.40 \| 9.17 \| 9.34 \| 9.303 \| \| Maine \| 9.04 \| 8.30 \| 8.53 \| 8.623 \| \| Maryland \| 9.08 \| 8.62 \| 8.66 \| 8.787 \| \| Massachusetts \| 8.84 \| 8.34 \| 8.59 \| 8.590 \| \| Míchigan \| 8.91 \| 8.39 \| 8.46 \| 8.587 \| \| Minnesota \| 9.13 \| 9.08 \| 9.17 \| 9.127 \| \| Misisipi \| 9.11 \| 8.49 \| 8.66 \| 8.753 \| \| Misuri \| 8.74 \| 8.98 \| 9.26 \| 8.993 \| \| Montana \| 8.76 \| 8.41 \| 8.56 \| 8.577 \| \| Nebraska \| 8.95 \| 8.26 \| 8.53 \| 8.580 \| \| Nevada \| 8.50 \| 8.84 \| 8.63 \| 8.657 \| \| Nueva Jersey \| 8.63 \| 8.80 \| 8.94 \| 8.790 \| \| Nueva York \| 9.14 \| 9.23 \| 9.25 \| 9.207 \| \| Nuevo Hampshire \| 8.46 \| 8.54 \| 8.86 \| 8.620 \| \| Nuevo México \| 8.62 \| 8.83 \| 8.76 \| 8.737 \| \| Ohio \| 8.62 \| 8.21 \| 8.44 \| 8.423 \| \| Oklahoma \| 8.71 \| 8.83 \| 8.87 \| 8.803 \| \| Oregón \| 9.02 \| 8.04 \| 8.24 \| 8.433 \| \| Pensilvania \| 9.00 \| 8.52 \| 8.94 \| 8.820 \| \| Rhode Island \| 8.79 \| 8.77 \| 8.82 \| 8.793 \| \| Tennessee \| 9.20 \| 8.82 \| 9.26 \| 9.093 \| \| Texas \| 9.38 \| 8.87 \| 9.23 \| 9.160 \| \| Utah \| 9.18 \| 8.30 \| 8.69 \| 8.723 \| \| Vermont \| 8.96 \| 8.24 \| 8.57 \| 8.590 \| \| Virginia \| 9.53 \| 9.04 \| 9.20 \| 9.257 \| \| Washington \| 8.67 \| 8.04 \| 8.52 \| 8.410 \| \| Virginia Occidental \| 8.95 \| 8.52 \| 8.94 \| 8.803 \| \| Wisconsin \| 9.00 \| 9.05 \| 8.74 \| 8.930 \| \| Wyoming \| 8.99 \| 7.97 \| 8.49 \| 8.483 \| | Ganadora Primera finalista Segunda finalista Finalista Semifinalista |               |               |          |
| Estado | Entrevista                                                           | Traje de baño | Traje de gala | Promedio |
| Alabama | 8.81                                                                 | 8.78          | 8.87          | 8.820    |
| Alaska | 8.51                                                                 | 8.01          | 7.98          | 8.167    |
| Arizona | 8.98                                                                 | 8.28          | 8.49          | 8.583    |
| Arkansas | 8.99                                                                 | 8.65          | 8.69          | 8.777    |
| California | 9.18                                                                 | 8.12          | 8.36          | 8.553    |
| Carolina del Norte | 9.38                                                                 | 8.88          | 8.98          | 9.080    |
| Carolina del Sur | 9.68                                                                 | 9.30          | 9.40          | 9.460    |
| Colorado | 8.73                                                                 | 8.48          | 8.59          | 8.600    |
| Connecticut | 8.96                                                                 | 8.32          | 8.80          | 8.693    |
| Dakota del Norte | 8.83                                                                 | 7.95          | 8.22          | 8.333    |
| Dakota del Sur | 8.71                                                                 | 8.35          | 8.37          | 8.477    |
| Delaware | 9.07                                                                 | 8.63          | 9.12          | 8.940    |
| Distrito de Columbia | 9.23                                                                 | 8.45          | 8.91          | 8.863    |
| Florida | 8.89                                                                 | 8.42          | 8.69          | 8.667    |
| Georgia | 9.49                                                                 | 8.51          | 8.88          | 8.960    |
| Hawái | 9.16                                                                 | 8.94          | 9.04          | 9.047    |
| Idaho | 8.83                                                                 | 7.96          | 8.28          | 8.357    |
| Illinois | 9.44                                                                 | 8.64          | 9.11          | 9.063    |
| Indiana | 9.07                                                                 | 8.50          | 8.44          | 8.670    |
| Iowa | 9.30                                                                 | 8.16          | 8.71          | 8.723    |
| Kansas | 9.25                                                                 | 9.03          | 8.99          | 9.090    |
| Kentucky | 9.01                                                                 | 8.13          | 8.70          | 8.613    |
| Luisiana | 9.40                                                                 | 9.17          | 9.34          | 9.303    |
| Maine | 9.04                                                                 | 8.30          | 8.53          | 8.623    |
| Maryland | 9.08                                                                 | 8.62          | 8.66          | 8.787    |
| Massachusetts | 8.84                                                                 | 8.34          | 8.59          | 8.590    |
| Míchigan | 8.91                                                                 | 8.39          | 8.46          | 8.587    |
| Minnesota | 9.13                                                                 | 9.08          | 9.17          | 9.127    |
| Misisipi | 9.11                                                                 | 8.49          | 8.66          | 8.753    |
| Misuri | 8.74                                                                 | 8.98          | 9.26          | 8.993    |
| Montana | 8.76                                                                 | 8.41          | 8.56          | 8.577    |
| Nebraska | 8.95                                                                 | 8.26          | 8.53          | 8.580    |
| Nevada | 8.50                                                                 | 8.84          | 8.63          | 8.657    |
| Nueva Jersey | 8.63                                                                 | 8.80          | 8.94          | 8.790    |
| Nueva York | 9.14                                                                 | 9.23          | 9.25          | 9.207    |
| Nuevo Hampshire | 8.46                                                                 | 8.54          | 8.86          | 8.620    |
| Nuevo México | 8.62                                                                 | 8.83          | 8.76          | 8.737    |
| Ohio | 8.62                                                                 | 8.21          | 8.44          | 8.423    |
| Oklahoma | 8.71                                                                 | 8.83          | 8.87          | 8.803    |
| Oregón | 9.02                                                                 | 8.04          | 8.24          | 8.433    |
| Pensilvania | 9.00                                                                 | 8.52          | 8.94          | 8.820    |
| Rhode Island | 8.79                                                                 | 8.77          | 8.82          | 8.793    |
| Tennessee | 9.20                                                                 | 8.82          | 9.26          | 9.093    |
| Texas | 9.38                                                                 | 8.87          | 9.23          | 9.160    |
| Utah | 9.18                                                                 | 8.30          | 8.69          | 8.723    |
| Vermont | 8.96                                                                 | 8.24          | 8.57          | 8.590    |
| Virginia | 9.53                                                                 | 9.04          | 9.20          | 9.257    |
| Washington | 8.67                                                                 | 8.04          | 8.52          | 8.410    |
| Virginia Occidental | 8.95                                                                 | 8.52          | 8.94          | 8.803    |
| Wisconsin | 9.00                                                                 | 9.05          | 8.74          | 8.930    |
| Wyoming | 8.99                                                                 | 7.97          | 8.49          | 8.483    |

### Competencia final
| \| Estado \| Entrevista \| Traje de baño \| Traje de gala \| Promedio \| Finalistas \| \| ------------------ \| ---------- \| ------------- \| ------------- \| -------- \| ---------- \| \| Virginia \| 9.843 \| 9.635 \| 9.851 \| 9.776 \| 9.813 \| \| Carolina del Norte \| 9.454 \| 9.301 \| 9.569 \| 9.441 \| 9.763 \| \| Carolina del Sur \| 9.626 \| 9.460 \| 9.870 \| 9.652 \| 9.675 \| \| Luisiana \| 9.539 \| 9.613 \| 9.683 \| 9.612 \| 9.650 \| \| Texas \| 9.489 \| 9.354 \| 9.699 \| 9.514 \| 9.575 \| \| Nueva York \| 9.561 \| 9.548 \| 9.626 \| 9.578 \| 9.225 \| \| Illinois \| 9.460 \| 9.288 \| 9.484 \| 9.411 \| \| \| Misuri \| 9.320 \| 9.318 \| 9.508 \| 9.382 \| \| \| Tennessee \| 9.300 \| 9.234 \| 9.439 \| 9.324 \| \| \| Minnesota \| 9.290 \| 9.241 \| 9.421 \| 9.317 \| \| \| Kansas \| 9.191 \| 9.176 \| 9.375 \| 9.247 \| \| \| Hawái \| 9.229 \| 9.096 \| 9.345 \| 9.223 \| \| | Ganadora Primera finalista Segunda finalista Finalistas |               |               |          |            |
| Estado | Entrevista                                              | Traje de baño | Traje de gala | Promedio | Finalistas |
| Virginia | 9.843                                                   | 9.635         | 9.851         | 9.776    | 9.813      |
| Carolina del Norte | 9.454                                                   | 9.301         | 9.569         | 9.441    | 9.763      |
| Carolina del Sur | 9.626                                                   | 9.460         | 9.870         | 9.652    | 9.675      |
| Luisiana | 9.539                                                   | 9.613         | 9.683         | 9.612    | 9.650      |
| Texas | 9.489                                                   | 9.354         | 9.699         | 9.514    | 9.575      |
| Nueva York | 9.561                                                   | 9.548         | 9.626         | 9.578    | 9.225      |
| Illinois | 9.460                                                   | 9.288         | 9.484         | 9.411    |            |
| Misuri | 9.320                                                   | 9.318         | 9.508         | 9.382    |            |
| Tennessee | 9.300                                                   | 9.234         | 9.439         | 9.324    |            |
| Minnesota | 9.290                                                   | 9.241         | 9.421         | 9.317    |            |
| Kansas | 9.191                                                   | 9.176         | 9.375         | 9.247    |            |
| Hawái | 9.229                                                   | 9.096         | 9.345         | 9.223    |            |

### Datos históricos
- Este fue el primer año que todos los estados de RPM Productions (Luisiana, Carolina del Norte, Carolina del Sur) quedaron como semi-finalistas.  Carolina del Norte y Sur llegaron al top tres.
- Nueva York clasificó por segundo año consecutivo, la primera vez pasó en 1979-1980.
- Kansas clasificó por cuarto año consecutivo, un récord que a la vez no ha sido sobre pasado.
- Carolina del Norte igualó su récord anterior en la clasificación, en la cual había obtenido en 1975.
- Misuri clasificó por primera vez desde 1987, y Minnesota por primera vez desde 1980.

## Candidatas
Las delegadas de Miss USA 1994 fueron:
| - Alabama - Melaea Nelms - Alaska - Dawn Stuvek - Arizona - Jennifer Tisdale - Arkansas - Hannah Hilliard - California - Toay Foster - Carolina del Norte - Lynn Jenkins - Carolina del Sur - Lu Parker - Colorado - Kimberly Veldhuizen - Connecticut - Mistrella Egan - Dakota del Norte - Amy Jane Lantz - Dakota del Sur - Tabitha Moude - Delaware - Teresa Kline - Distrito de Columbia - Angela McGlowan | - Florida - Cynthia Redding - Georgia - Andrea Moore - Hawái - Nadine Tanega - Idaho - Trenna Wheeler - Illinois - Kathleen Farrell - Indiana - Kim Scull - Iowa - Callie Pandit - Kansas - Carol Hovenkamp - Kentucky - Kim Buford - Luisiana - Shirelle Hebert - Maine - Colleen Brink - Maryland - Michelle Atamian - Massachusetts - Michelle Atamian | - Míchigan - Kelly Richelle Pawlowski - Minnesota - Jolene Stavrakis - Misisipi - Leslie Lynn Jetton - Misuri - Shelly Lehman - Montana - Kelly Brown - Nebraska - Shawn Wolff - Nevada - Angela Lambert - Nueva Jersey - Rosa Vélez - Nueva York - Jennifer Gareis - Nuevo Hampshire - Kelly Zarse - Nuevo México - Jill Vásquez - Ohio - Lisa Michelle Allison - Oklahoma - Angela Parrick | - Oregón - Denise White - Pensilvania - Linda Chiaraluna - Rhode Island - Raye Anne Johnson - Tennessee - Leah Hulan - Texas - Christine Friedel - Utah - Vanessa Munns - Vermont - Christy Beltrami - Virginia - Patricia Southall - Virginia Occidental - Linda Bailey - Washington - Angel Ward - Wisconsin - Gina Desmond - Wyoming - Tolan Clark |